# SWA-Verlag
Der SWA-Verlag war der Verlag der Sowjetischen Militärverwaltung in Deutschland mit Sitz in Berlin (Ost). Er wurde 1946 gegründet und bestand bis 1950. Sein Zweck bestand darin, durch deutschsprachige Veröffentlichungen zur Überwindung des Faschismus in Deutschland beizutragen und sozialistische Ideen zu verbreiten. Zum Verlagsprogramm gehörten unter anderem Klassiker des Marxismus-Leninismus, zeitgeschichtliche Werke sowie wichtige Werke der sowjetischen Literatur, z. B.:
- Werke von Maxim Gorki wie Die Mutter
- Wie der Stahl gehärtet wurde von Nikolai Ostrowski
- Der Leidensweg von Alexei Tolstoi,
- Der stille Don von Michail Scholochow
- Werke von Anton Semjonowitsch Makarenko wie Der Weg ins Leben,
- Der eiserne Strom von Alexander Serafimowitsch
- Gedichte von Wladimir Majakowski

sowie auch Wörterbücher, Kinderbücher, Märchenbücher, Fabeln und Erzählungen über Länder, Tiere und Natur, u. a. von Prischwin, Alexander Grin, Iwan Andrejewitsch Krylow, Ilja Ehrenburg („In Amerika“).
Auch Tagebücher und Aufzeichnungen, u. a. des Polarforschers Iwan Dmitrijewitsch Papanin („Das Leben auf einer Eisscholle“) oder des Piloten Waleri Pawlowitsch Tschkalow („Unser Transpolarflug“) gehörten zum Programm des Verlages.